# Musée historique de la ville de Rio de Janeiro
Le Musée historique de la ville de Rio de Janeiro (en portugais : Museu Histórico da Cidade do Rio de Janeiro), plus connu sous le nom de Museu da Cidade, est un musée de Rio de Janeiro, au Brésil.
Créé en 1934, il est situé dans un ensemble de plusieurs bâtiments, dont deux édifices du XIXe siècle dédiés aux expositions, la chapelle de São João Batista du XXe siècle, ainsi qu'une réserve technique et un édifice administratif. Le complexe du musée est situé dans le parc naturel municipal Parque da Cidade dans le quartier de Gávea.

## Historique
Le musée a été créé par décret le 11 juillet 1934. Le 22 avril 1891, l’intendant municipal Alfredo Piragibe avait soumis une demande au maire demandant que les pièces du Sénat du Conseil municipal et du Conseil municipal de Rio de Janeiro soient envoyées au futur Musée municipal.
Par la suite, sur la base du décret no 1641 du 13 octobre 1914 ,qui décidait « Conserver en bonne et due forme, correctement catalogué les pièces de numismatique, les livres rares et les objets de grande valeur pour l’étude de l’histoire de la ville », le maire Antônio Prado Júnior, par décret du 16 janvier 1930, a ordonné que « pour assurer la meilleure conservation des objets qui présentent un intérêt pour l’histoire de la ville de Rio de Janeiro», tous les objets existant dans d’autres Directions seraient collectés par la Direction des statistiques et des archives, avec des employés affectés à la collecte, afin de constituer la collection historique de la ville. C'est le maire Pedro Ernesto qui a créé le musée le 11 juillet 1934. Le Musée historique de la ville de Rio de Janeiro est depuis placé sous la responsabilité de la mairie de Rio. En 1994, la mairie a signé un accord avec le gouvernement de l'État pour administrer l'institution.

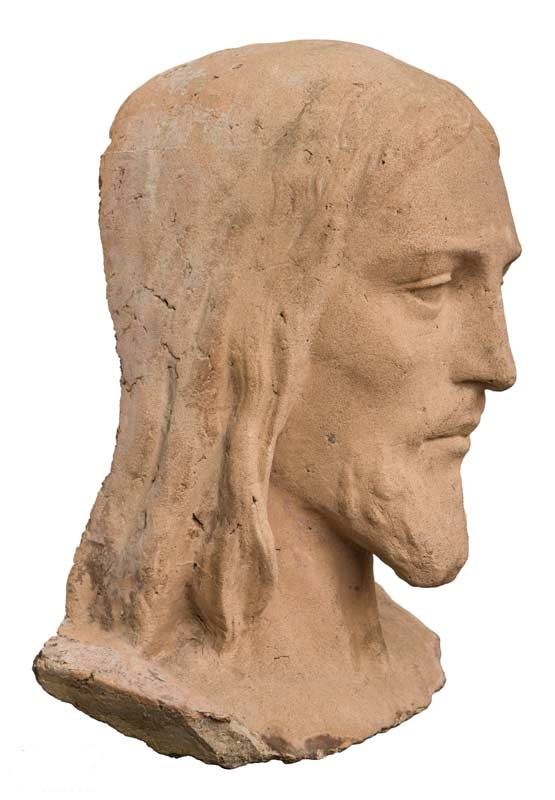
Étude de la tête du Christ Rédempteur en terre cuite, par Paul Landowski (années 1920).

## Collection

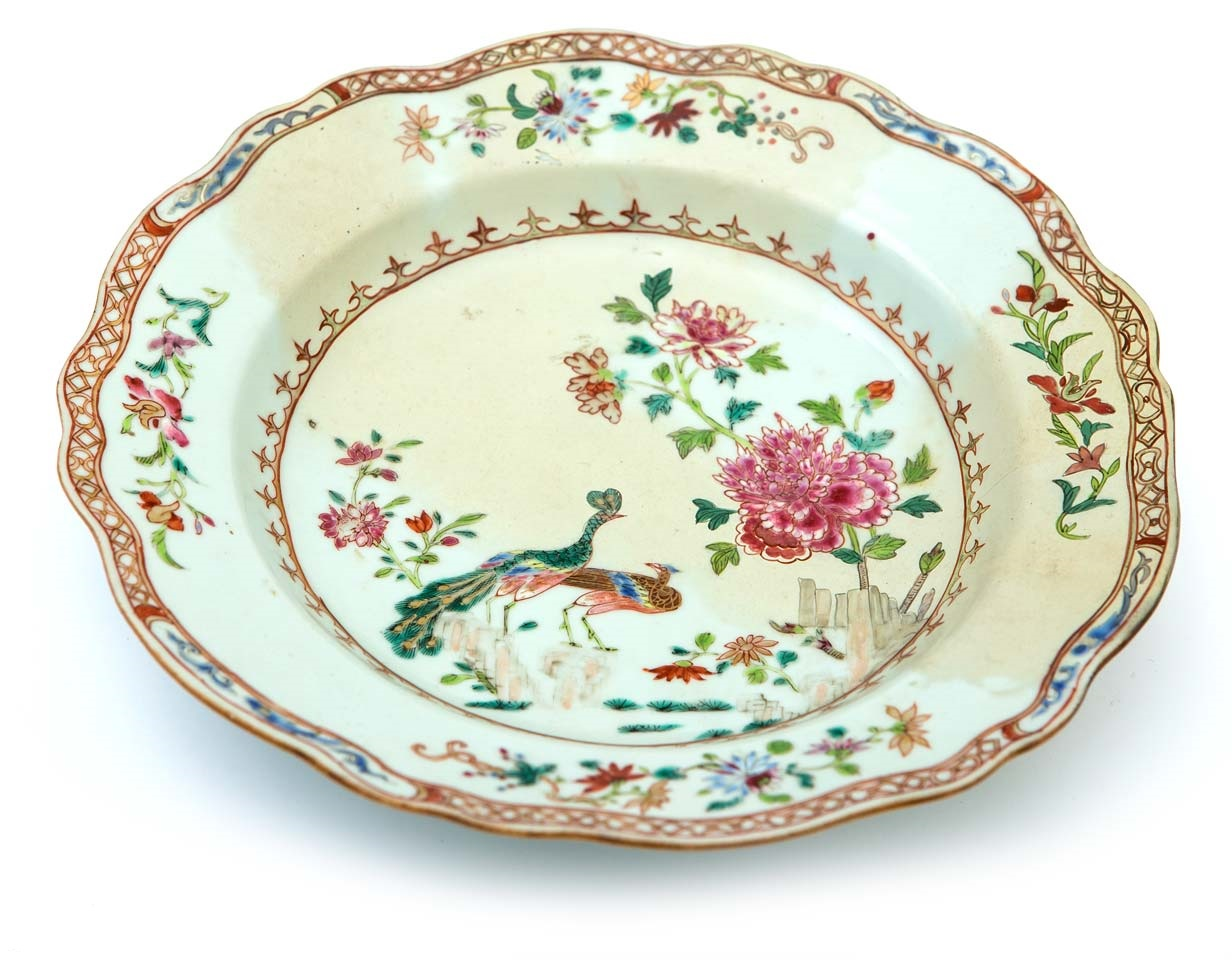
Assiette en porcelaine de la Compagnie des Indes.

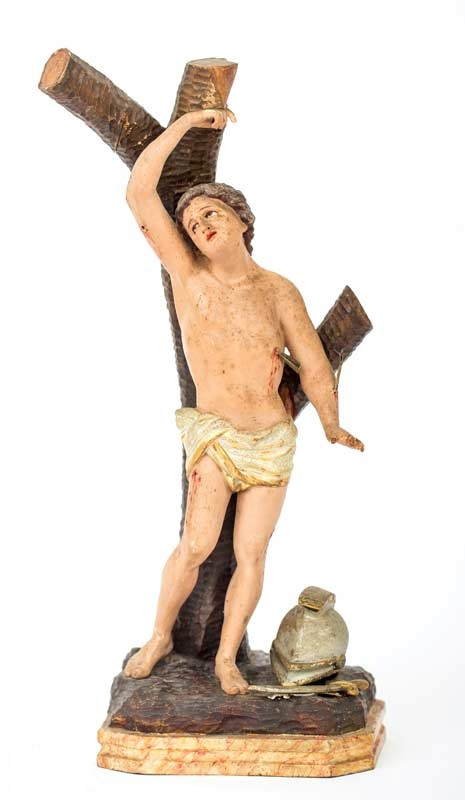
Représentation de Saint-Sébastien (XIXe siècle).

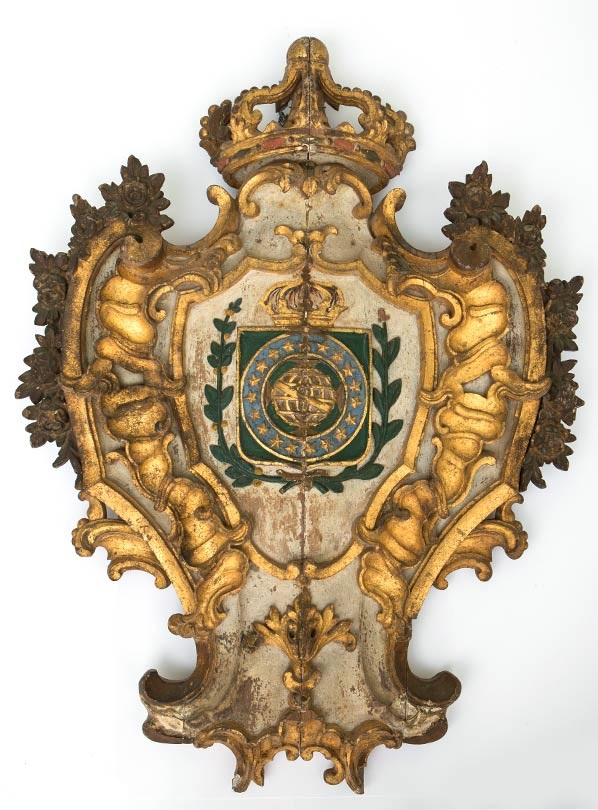
Blason de l'Empire en bois doré (XIXe siècle).

Depuis sa création, le Musée historique de la ville de Rio de Janeiro était déjà axé sur la conservation de pièces de grande importance pour l’histoire de la ville de Rio de Janeiro et parce qu’il a été créé dans une ville qui a été pendant longtemps la capitale du pays, sa collection est assez éclectique. Cet éclectisme a sa justification dans la nécessité de présenter une synthèse de la culture brésilienne, tout en maintenant son accent sur la ville de Rio de Janeiro. 
La collection du musée comprend environ 24 000 pièces, dont des œuvres d'artistes tels que Eliseu Visconti, Thomas Ender, Antônio Parreiras, Armando Vianna, Augusto Malta et Marc Ferrez, avec aussi les collections des maires Pereira Passos, Pedro Ernesto, Carlos César de Oliveira Sampaio et César Maia. Le musée possède également une importante collection bibliographique composée de livres, magazines, catalogues, etautres ouvrages de référence rares sur l’histoire et la littérature de Rio de Janeiro, ainsi que des ouvrages de muséologie sur les collections du musée.
La constitution de cette vaste collection a commencé par la collecte dans les institutions publiques, les ventes aux enchères, les acquisitions et les donations.

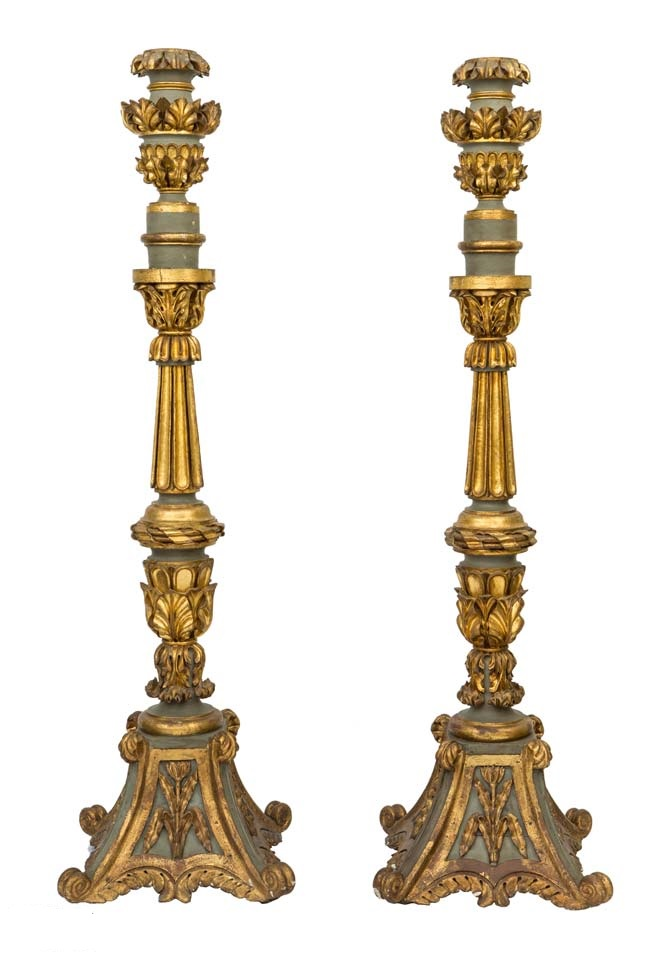
Torches baroques en bois
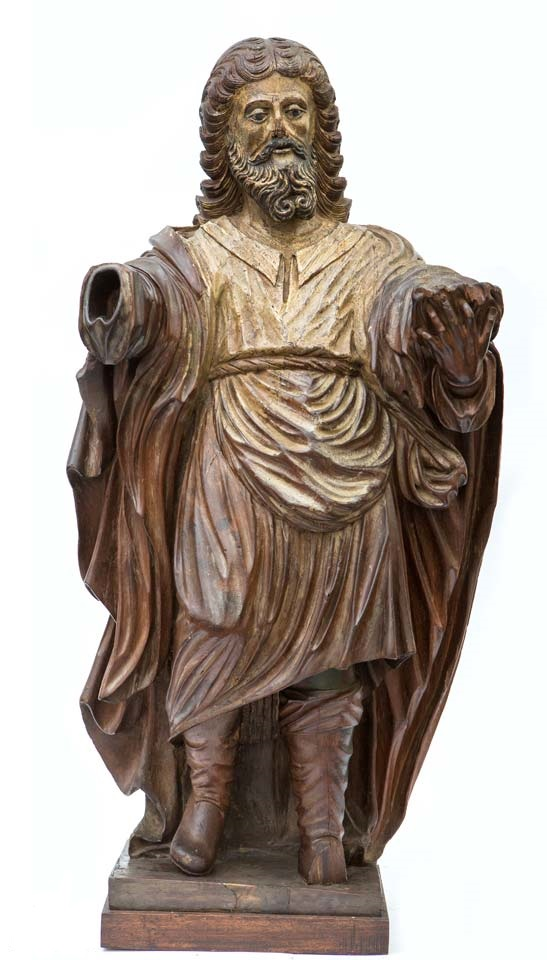
São José de Botas (XVIIIe siècle)
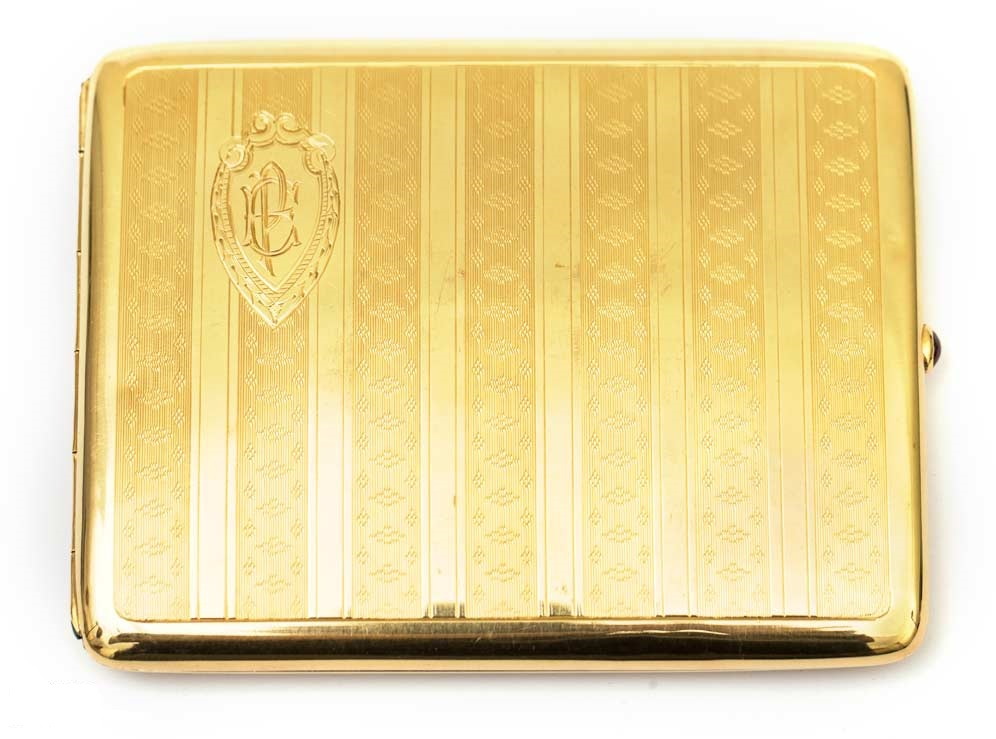
Étui à cigarettes avec monogramme "PE" au centre des armoiries du maire Pedro Ernesto
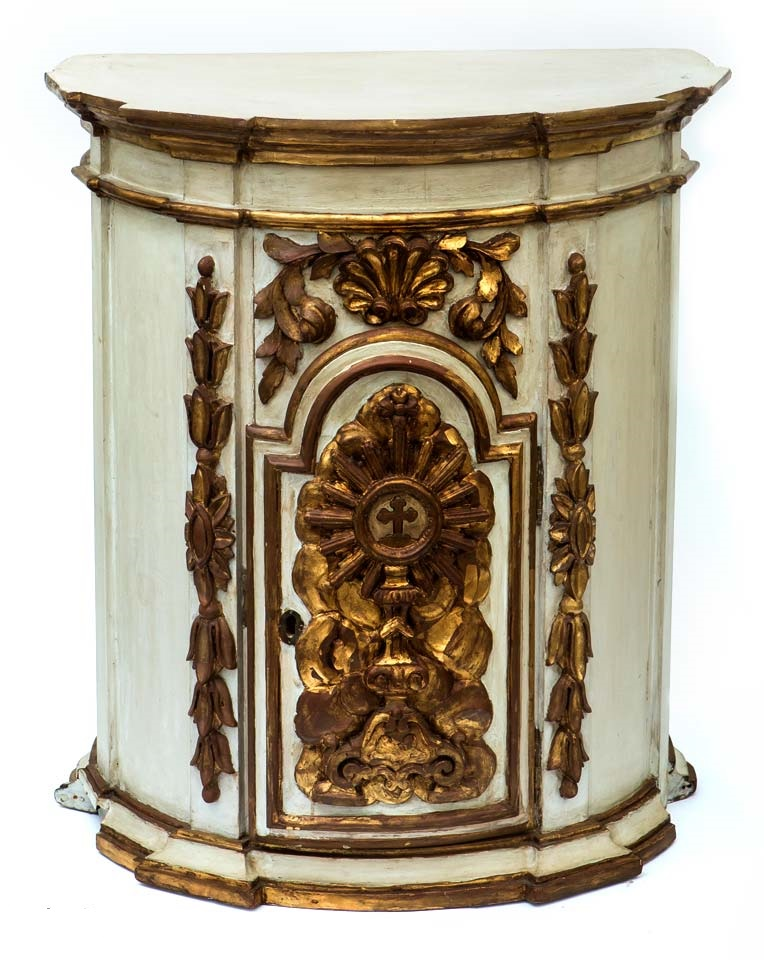
Tabernacle en bois polychrome
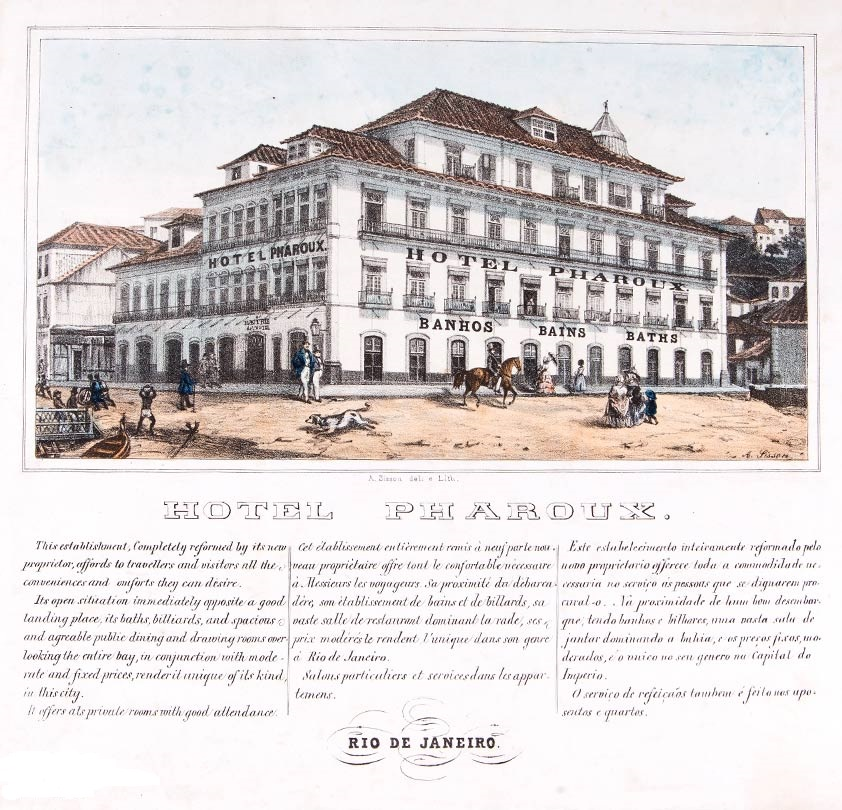
Lithographie de l'Hôtel Pharoux (Sébastien Auguste Sisson, XIXème siècle). L'hôtel est considéré comme le premier grand hôtel du Brésil
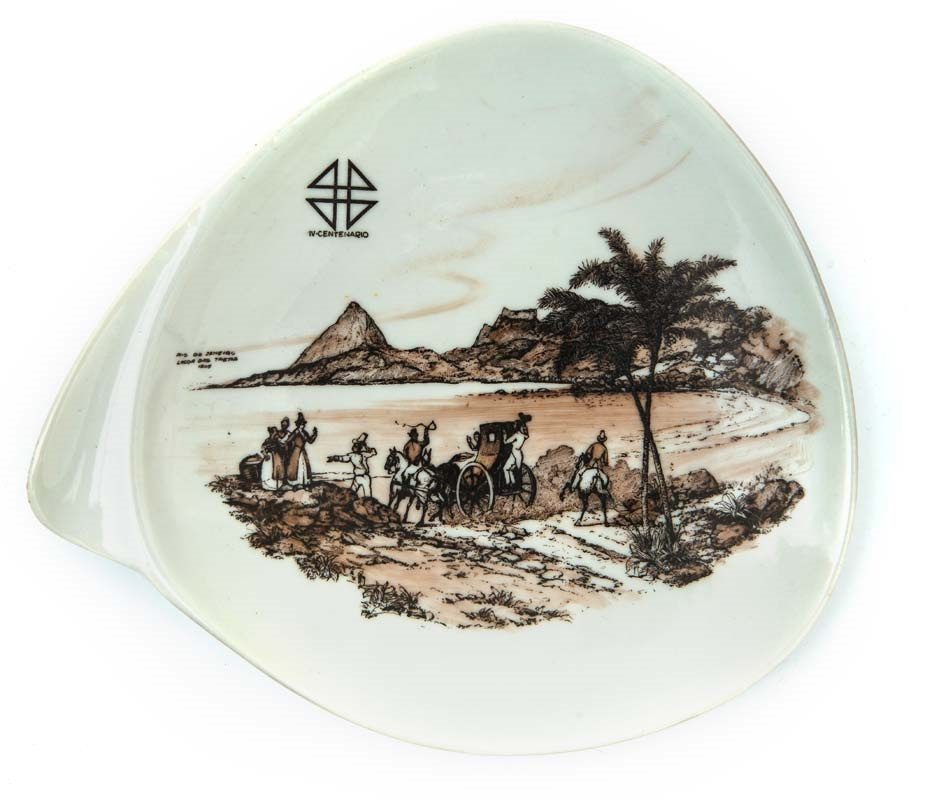
Assiette du IVème Centenaire de Rio de Janeiro (1965)

## Expositions
Le pavillon d'exposition temporaire, construit à la fin du XIXe siècle, joue un rôle important dans la programmation du musée, car il abrite les expositions temporaires.
L'exposition « Divina Geometria – Cristo Redentor por Oskar Metsavaht », en 2016, a marqué la réouverture des lieux. En 2017, le musée a inauguré l'exposition « Rio de Janeiro par Estácio de Sá », avec des objets d'époque liés à la fondation de la Ville par Estácio de Sá en 1565, ainsi que l'exposition « Images du Rio au 19e siècle », qui a présenté à travers des lithographies le Rio de Janeiro du XIXe siècle.
En 2019, l'exposition « Corpo de Fuzileiro Navais, Inclusao e Arte », a présenté 27 œuvres de peintres de l'Association des Peintres avec Bouche et Pieds (APBP) des militaires, réalisées lors d'une mission de paix menée en Haïti. L'exposition a été organisée par le Commandement général du Corps des Fusiliers Navals avec le soutien du Secrétaire à la Culture,.
Actuellement, le musée présente une exposition, localisée sur les trois étages du pavillon d'exposition temporaire, « Le musée historique de la ville de Rio de Janeiro raconte son histoire », explorant l'histoire de l'institution au cours de ses 85 ans ; on y voit des curiosités et des aspects importants relatifs à la formation du musée.
Le petit palais, où sont présentées les expositions de longue durée, est actuellement fermé et devait ouvrir en 2020.

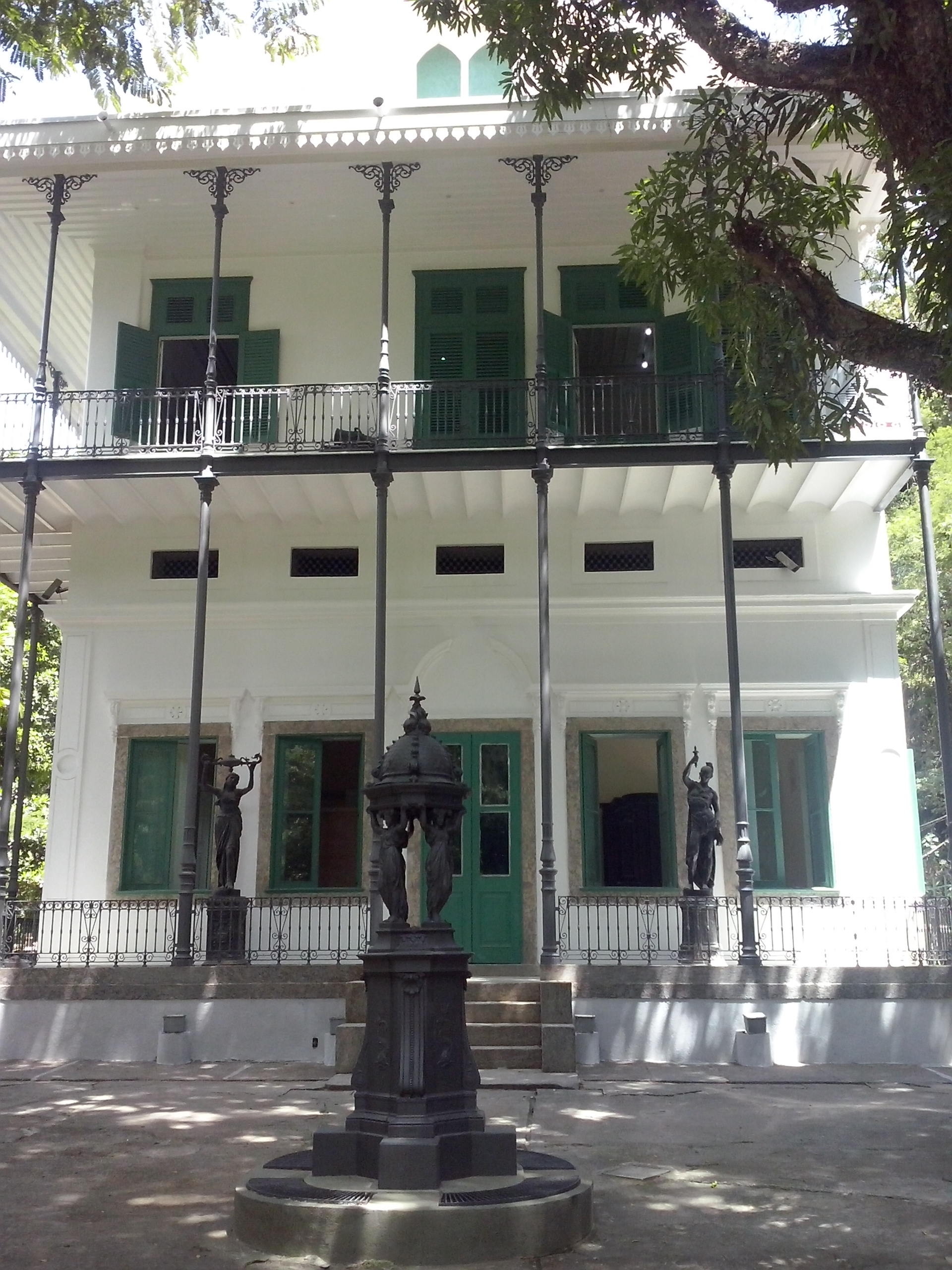
Solar de Santa Marinha, actuellement le bâtiment principal du Musée historique de la ville de Rio de Janeiro
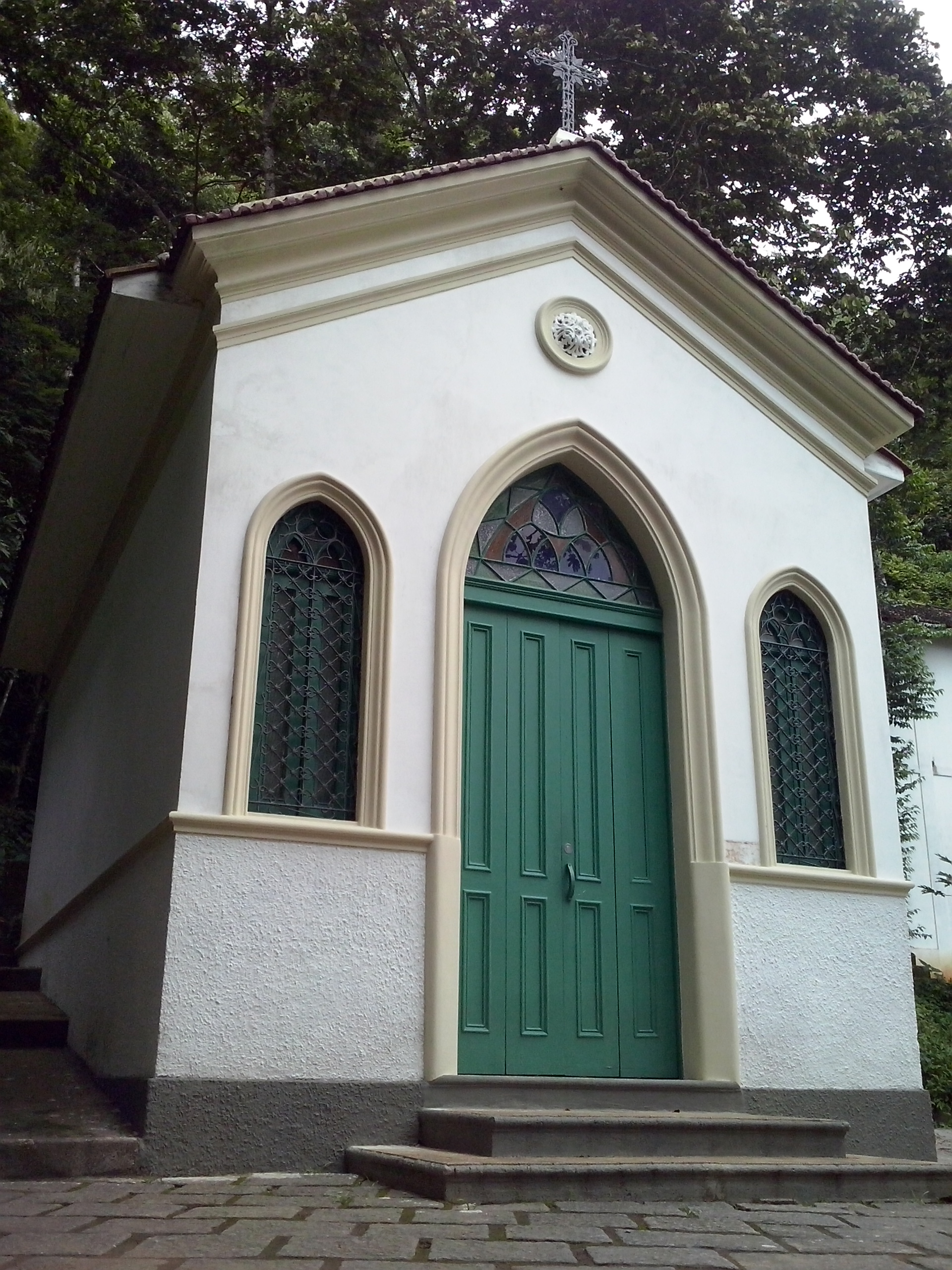
Chapelle de São João Batista, fait partie de l'ensemble architectural du Musée historique de la ville de Rio de Janeiro
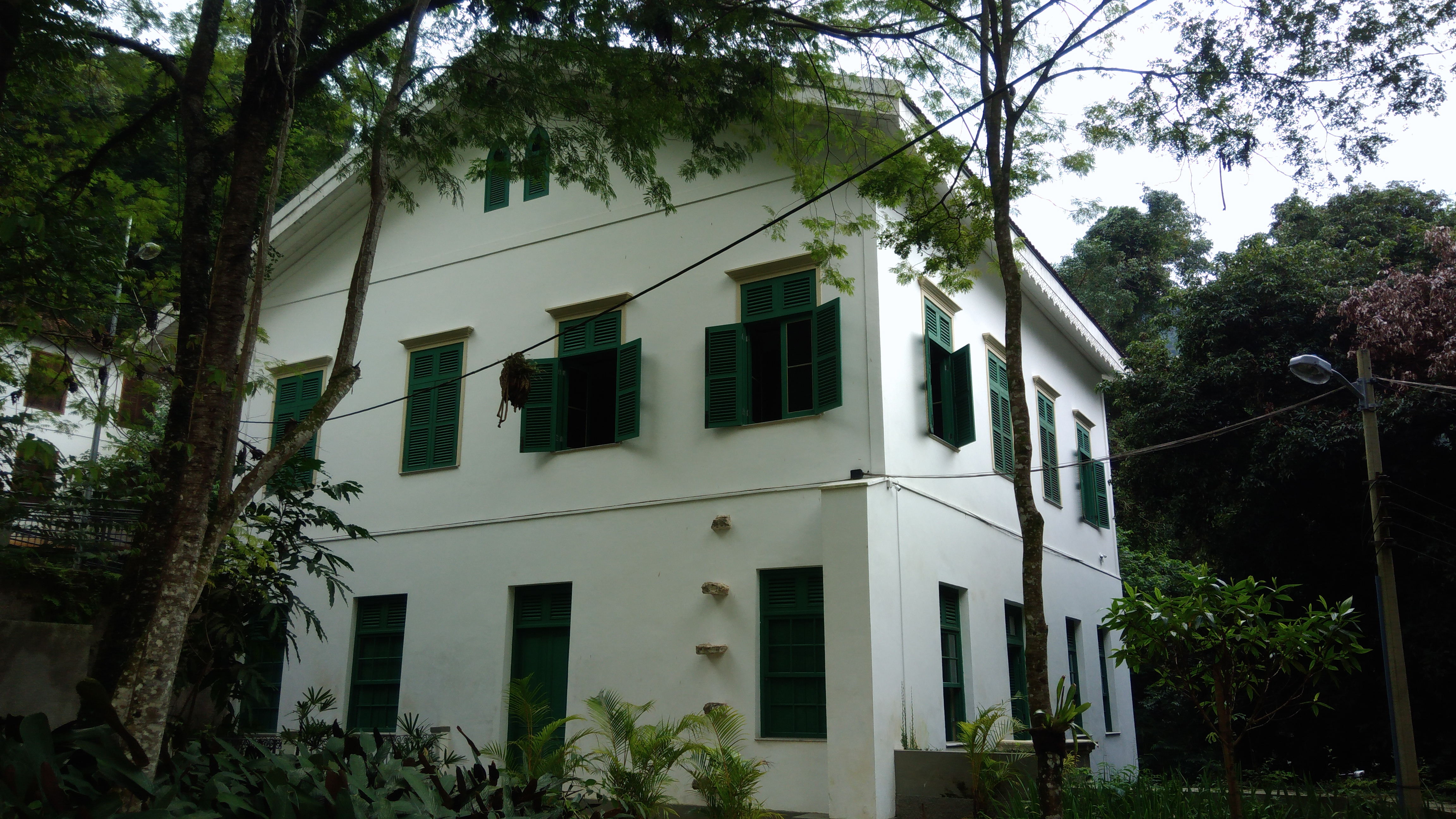
Pavillon pour expositions temporaires. Bâtiment de la fin du XIXe siècle.